# Coleochaetaceae
Coleochaetaceae, biljna porodica parožina (Charophyta), jedina u redu Coleochaetales. Zajedno s redom Chaetosphaeridiales čini razred Coleochaetophyceae. Sastoji se od 4 roda s kojih 30 vrsta, a ime je dobila po rodu Coleochaete .

## Rodovi i broj vrsta
1. Awadhiella B.N.Prasad & D.K.Asthana 1
2. Coleochaete Brébisson  22
3. Conochaete Klebahn   4
4. Radioramus Hu & Wei   1